# Brett Hayman
Brett Hayman, né le 3 mai 1972 à Melbourne, est un rameur d'aviron australien. 

## Carrière
Brett Hayman participe aux Jeux olympiques de 2000 à Sydney et remporte la médaille d'argent avec le huit  australien composé de Alastair Gordon, Mike McKay, Nick Porzig, Robert Jahrling, Stuart Welch, Daniel Burke, Jaime Fernandez et Christian Ryan.